# Hardiman Peak
L'Hardiman Peak è un picco roccioso antartico, alto circa 1.210 m, che forma l'estremità orientale della cresta lungo il fianco settentrionale del Ghiacciaio Zotikov, nelle Prince Olav Mountains, catena montuosa che fa parte dei Monti della Regina Maud, in Antartide. 
La denominazione è stata assegnata dall'Advisory Committee on Antarctic Names (US-ACAN), in onore di Terrance L. Hardiman (1934-2013), sismologo e geomagnetista dell'United States Antarctic Research Program presso la Base Amundsen-Scott nel 1965.